# Chile en los Juegos Olímpicos de Seúl 1988
La participación de Chile en los Juegos Olímpicos de Seúl 1988 celebrada en Seúl, Corea del Sur, fue la decimosexta actuación olímpica de ese país y la decimoprimera oficialmente organizada por el Comité Olímpico de Chile (COCh). La delegación chilena estuvo compuesta de 17 deportistas —16 hombres y 1 mujer— que compitieron en 14 eventos en 6 deportes.

## Participación
El 24 de septiembre de 1988, en los Juegos de Seúl, el deporte chileno volvió al podio olímpico después de una ausencia de 32 años. Y lo hizo con Alfonso de Iruarrizaga, en el tiro al vuelo, modalidad skeet. Durante los días de competencia, el representante nacional rozó la perfección. En la primera jornada se puso al frente de la clasificación con 75 impactos en 75 platillos, superando al alemán Alex Wegner que pegó 73. Se invirtieron los papeles en la segunda vuelta: 75 para el germano y 74 para De Iruarrizaga, que seguía puntero en la clasificación general con 149 contra 148 del europeo.
Los 50 implementos finales dejaron la situación igualada: Wegner hizo el ciento por ciento de efectividad y De Iruarrizaga se quedó en 49. Para la definición clasificaron ambos con 198 en 200, seguidos de Danny Carlisle, de Estados Unidos, 197; Jorge Guardiola, de España; Juergen Raabe, de Alemania Oriental, y Weizang Shang, de República Popular China, con 196.
A la misma hora que en el Estadio Olímpico de Seúl se disputaba la “batalla de los 100 metros planos” con el canadiense Ben Johnson y el norteamericano Carl Lewis como protagonistas, se definía el tiro skeet en las afueras de la capital coreana. Allí, el tirador chileno solo pudo celebrar la medalla de plata. Falló dos platillos en los puestos uno y seis, sumando 23 blancos perfectos, mientras que Wegner acertó 24 (también erró en el uno).
Antes de ese logro olímpico, De Iruarrizaga había sido dos veces medallista panamericano en la especialidad por equipos, en Puerto Rico’79 (plata) y Caracas’83 (bronce).

## Medallas
| Medalla          | Nombre                 | Deporte | Evento          |
| ---------------- | ---------------------- | ------- | --------------- |
| Medalla de plata | Alfonso de Iruarrizaga | Tiro    | Skeet Masculino |

## Diplomas olímpicos
| Nombre    | Deporte   | Evento                        | Posición  | Fecha |
| --------- | --------- | ----------------------------- | --------- | ----- |
| Gert Weil | Atletismo | Lanzamiento de bala masculino | 6º puesto |       |

## Desempeño

### Atletismo
100 metros masculino
| Deportista    | Edad | Evento               | Posición  |
| ------------- | ---- | -------------------- | --------- |
| Carlos Moreno | 20   | 100 metros masculino | 3 h8 r1/4 |

200 metros masculino
| Deportista    | Edad | Evento               | Posición  |
| ------------- | ---- | -------------------- | --------- |
| Carlos Moreno | 20   | 200 metros masculino | 5 h7 r1/4 |

800 metros masculino
| Deportista    | Edad | Evento               | Posición  |
| ------------- | ---- | -------------------- | --------- |
| Pablo Squella | 25   | 800 metros masculino | 5 h3 r2/4 |

Maratón masculino
| Deportista   | Edad | Evento            | Posición |
| ------------ | ---- | ----------------- | -------- |
| Omar Aguilar | 28   | Maratón masculino | AC       |

3.000 metros obstáculos masculino
| Deportista   | Edad | Evento                            | Posición   |
| ------------ | ---- | --------------------------------- | ---------- |
| Emilio Ulloa | 35   | 3.000 metros obstáculos masculino | AC h2 r1/3 |

Lanzamiento de bala masculino
| Deportista | Edad | Evento                        | Posición |
| ---------- | ---- | ----------------------------- | -------- |
| Gert Weil  | 28   | Lanzamiento de bala masculino | 6°       |

### Tenis de mesa
Individual Masculino
| Deportista   | Edad | Evento               | Posición |
| ------------ | ---- | -------------------- | -------- |
| Jorge Gambra | 25   | Individual Masculino | 49°      |
| Marcos Núñez | 27   | Individual Masculino | 49°      |

Doble Masculino
| Deportista   | Edad | Evento          | Posición |
| ------------ | ---- | --------------- | -------- |
| Jorge Gambra | 25   | Doble Masculino | 25°      |
| Marcos Núñez | 27   | Doble Masculino | 25°      |

Individual Femenino
| Deportista      | Edad | Evento              | Posición |
| --------------- | ---- | ------------------- | -------- |
| Jacqueline Díaz | 24   | Individual Femenino | 33°      |

### Tiro
Skeet mixto
| Deportista             | Edad | Evento      | Posición | Medalla          |
| ---------------------- | ---- | ----------- | -------- | ---------------- |
| Alfonso de Iruarrizaga | 31   | Skeet mixto | 2°       | Medalla de plata |

### Pentatlón moderno
Individual masculino
| Deportista          | Edad | Evento               | Posición |
| ------------------- | ---- | -------------------- | -------- |
| Julio Fuentes       | 27   | Individual masculino | 54°      |
| Ricardo Falconi     | 25   | Individual masculino | 55°      |
| Gerardo Cortes, Jr. | 29   | Individual masculino | 57°      |

Equipo masculino
| Deportista          | Edad | Evento           | Posición |
| ------------------- | ---- | ---------------- | -------- |
| Julio Fuentes       | 27   | Equipo masculino | 18°      |
| Ricardo Falconi     | 25   | Equipo masculino | 18°      |
| Gerardo Cortes, Jr. | 29   | Equipo masculino | 18°      |

### Remo
Doble scull masculino
| Deportista      | Edad | Evento                    | Posición  |
| --------------- | ---- | ------------------------- | --------- |
| Alejandro Rojas | 26   | Doble espadilla masculino | 4 h2 r2/4 |
| Marcelo Rojas   | 25   | Doble espadilla masculino | 4 h2 r2/4 |

### Vela
Tres personas mixta de quilla
| Deportista      | Edad | Evento                        | Posición |
| --------------- | ---- | ----------------------------- | -------- |
| Germán Schacht  | 26   | Tres personas mixta de quilla | 20°      |
| Manuel González | 31   | Tres personas mixta de quilla | 20°      |
| Rodrigo Zuazola | 31   | Tres personas mixta de quilla | 20°      |